# Eskipazar
Eskipazar est une ville et un district de la province de Karabük dans la région de la mer Noire en Turquie.

## Histoire

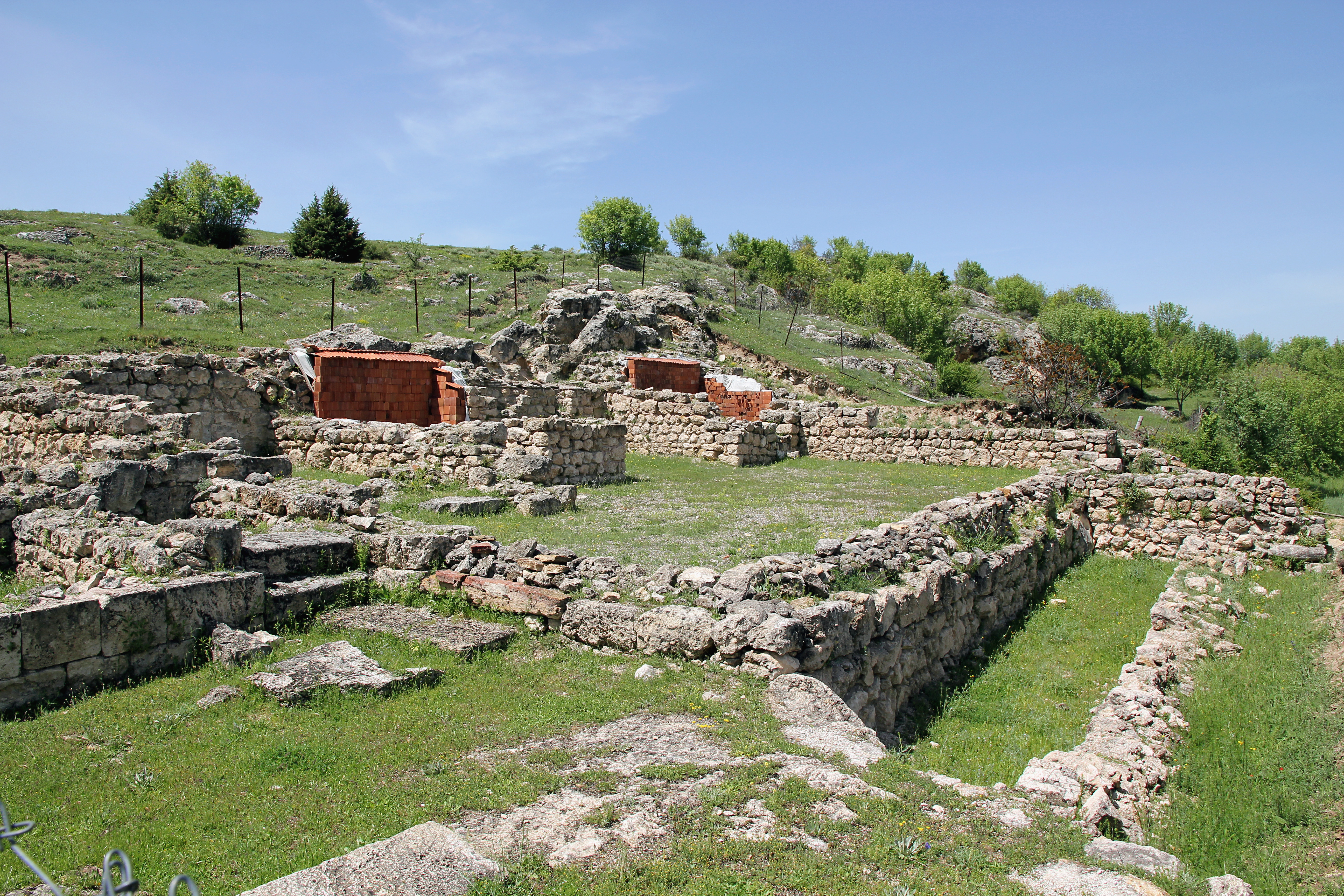
Vestiges dHadrianopolis.

La ville a été fondée vers 1300 av. J.-C. par les Hittites. Elle est devenue partie de l'Empire romain au Ier siècle avant J.-C., et son nom a été changé en Hadrianopolis (grec : Ἁδριανoύπολις), mieux connue sous le nom de Hadrianopolis en Paphlagonie, au IIe siècle après J.-C.
La ville a été capturée par l'Émir Karatekin, ainsi que Çankırı, et nommée Viranşehir. Le nom a été changé en Eskipazar pendant la deuxième ère constitutionnelle (en).
En 2018, lors de fouilles archéologiques, l'une des plus anciennes églises d'Anatolie a été découverte selon un membre du département d'archéologie de l'université de Karabük, il date du milieu du Ve siècle.